# فركان (دشتابي الغربي)
فرکان (بالفارسية: فرکان) هي قرية تقع في إيران في قسم دشتابي الغربي الريفي. يقدر عدد سكانها بـ 32 نسمة .